# Вржесинський Валентин Іванович
Вржеси́нський Валенти́н Іва́нович (20 травня 1928, Сталінград — 29 травня 2013, Волгоград) — російський і український радянський співак (баритон), артист музичної комедії, відомий за виступами в Київському театрі оперети (1968–1971) і Волгоградському театрі музичної комедії (з 1971). Заслужений артист УРСР (1970). Народний артист РРФСР (1979).

## Життєпис
Валентин Вржесинський народився у Волгограді 20 травня 1928.
У 1946 закінчив музичну школу при Харківській консерваторії по класу скрипки.
У 1951 закінчив Саратовське музичне училище по класу вокалу.
У 1955 закінчив Саратовську консерваторію і почав працювати солістом Оперного театру Горького, з 1959 — Воронежа.
З 1968 до 1971 року працював у Київському театрі оперети.
З 1971 — соліст Волгоградського театру музичної комедії.
Виступав з концертами. Крім романсів виконував російські і українські народні пісні.
Помер 29 травня 2013 у Волгограді.

## Партії
в операх
- Онєгін («Євгеній Онєгін»)
- Єлецький («Пікова дама»)
- Жорж Жермон («Травіата»)
- Граф Ді Луна («Трубадур»)
- Фігаро («Севільський цирульник»)

в оперетах
- Айзенштейн («Кажан» Штрауса)
- Маркіз («Корневільські дзвони» Р. Планкета)
- Граф Данило («Весела вдова» Легара)
- Едвін і Раджамі («Сільва» і «Баядера» Кальмана)
- Хіггінс («Моя прекрасна леді» Ф. Лоу)
- Янко («Вільний вітер» Дунаєвського)
- Аверін («Севастопольський вальс» К. Лістова)
- Лісовий («Потрібна героїня» Баснера)